# ماي واردن
ماي وأردن (بالإنجليزية: May Warden)‏ هي ممثلة بريطانية، ولدت في 9 مايو 1891 في المملكة المتحدة، وتوفيت في 5 أكتوبر 1978 بلندن في المملكة المتحدة.

## وصلات خارجية
- ماي واردن على موقع IMDb (الإنجليزية)
- ماي واردن على موقع ألو سيني (الفرنسية)
- ماي واردن على موقع أول موفي (الإنجليزية)
- ماي واردن على موقع قاعدة بيانات الأفلام السويدية (السويدية)
- ماي واردن على موقع قاعدة بيانات الفيلم (الإنجليزية)
- ماي واردن على موقع كينوبويسك (الروسية)